# Трубогиб

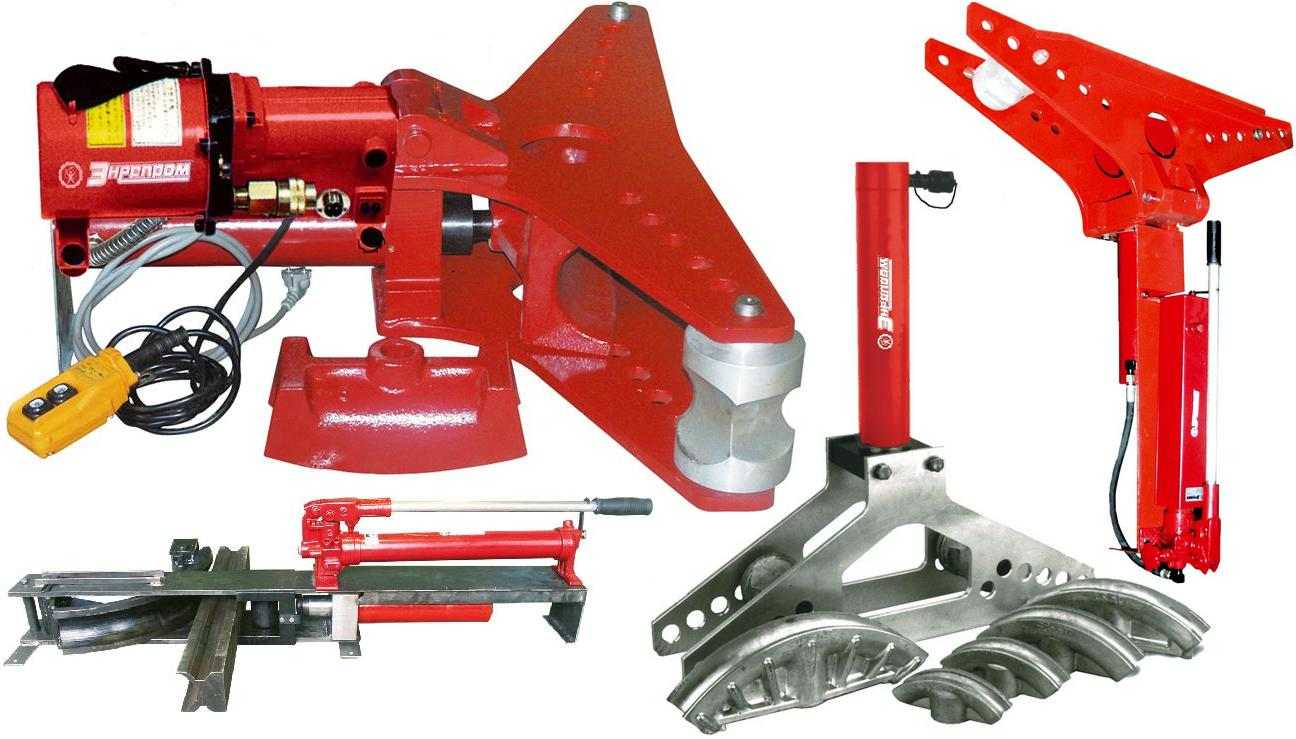
Гидравлические трубогибы

Трубоги́б — станок или приспособление, предназначенное для гибки труб.
Современные трубогибы обеспечивают:
- гибку труб на угол до 90 градусов;
- работу с трубами диаметром от 5 до 1220 миллиметров;
- работу с трубами из металла (алюминиевые, медные, стальные) и других материалов (например, ПВХ).

Трубогибочное оборудование широко применяется в сфере строительных и ремонтных работ. Прокладка газо- и водопроводов, производство всевозможных ограждений, каркасных конструкций, качелей, тренажёров, мебели, выпуск автомобилей и мотоциклов – область применения трубогибочных станков.
Трубогибы разделяют по типу привода и по способу гибки.

## По типу привода
- Ручные (обычно применяются для гибки труб небольшого диаметра из нержавеющей стали, цветных металлов и полимеров)
- Гидравлические (позволяют сгибать трубы диаметром до 3-х дюймов без особых усилий со стороны работника; могут быть ручными и стационарными)
- Электромеханические (используются в довольно широком диапазоне диаметров труб, обеспечивают высокую точность угла и радиуса изгиба и, в отличие от гидравлических трубогибов, позволяют гнуть в том числе и тонкостенные трубы без деформации). В полностью электрических станках движения осуществляются сервоприводами.
- Гибридные (совмещение гидравлических и электрических осей)
- Гибка нагревом (используется для толстостенных труб большого диаметра, участок для гибки нагревается индукционным нагревом для обеспечения деформации).

## По способу гибки
- Арбалетный (в качестве изгибающего элемента используется специальная форма, предназначенная для определенного диаметра труб)
- Пружинный (пружина, используемая для бездеформационной гибки пластиковых труб вручную)
- Сегментный (труба гнется специальным сегментом, вытягивающим трубу вокруг себя)
- Бездорновый (труба гнется методом намотки на гибочный ролик)
- Дорновый или с наполнителем (труба гнется методом намотки на гибочный ролик, для устранения гофрообразования внутрь трубы устанавливается дорн или наполнитель)